# Шанкевани
Шанкевани (груз. შანკევანი) — село в Грузии, на территории Мцхетского муниципалитета края (мхаре) Мцхета-Мтианети.

## География
Село находится в центральной части Грузии, на северном склоне Сагурамского хребта, на расстоянии приблизительно 6 километров (по прямой) к востоко-северо-востоку от города Мцхета, административного центра края и муниципалитета. Абсолютная высота — 907 метров над уровнем моря.

## Население
По результатам официальной переписи населения 2014 года в Шанкевани проживало 58 человек (30 мужчин и 28 женщин). В национальной структуре населения грузины составляли 74,1 %, осетины — 25,9 %.
| Год  | Население, человек |
| ---- | ------------------ |
| 2002 | 95                 |
| 2014 | ↘ 58               |